# Češka kuhinja
Češka kuhinja odnosi na kulinarske stilove i jela koja potječu od naroda Češke i pripremaju ih Česi širom svijeta. Hrana se priprema po slavenskim receptima, ali je kroz povijest bila pod raznim utjecajima ponajviše iz Njemačke, Slovačke i Poljske.
Češka kuhinja bogata je s mesom, a najviše se konzumiraju odresci, piletina i svinjetina. U Češkoj je također popularan i gulaš koji se obično služi s knedlama. Od ribe se najčešće jede šaran. Od deserta na stolu se najčešće mogu pronaći slatke knedle, fritule i palačinke.